# Eldritch Horror: Forsaken Lore
Forsaken Lore är den första expansionen till Eldritch Horror. Den är skapad av Nikki Valens och gavs ut 2014 av Fantasy Flight Games. Expansionen innehåller nya mysterier, utforskningmöten mm för Yig, ormarnas fader. Expansionen utökar grundspelets kortlekar och innehåller också extra mysterier, utforskningsmöten och särskilda möten till grundspelets äldre gudar. I Forsaken Lore tillkommer också de nya tillstånden "Vilse i tid och rum" ("Lost in time and space") och "Förgiftad" ("Poisoned").